# لهداربن
لهداربن، روستایی از توابع بخش مرکزی شهرستان رودسر در استان گیلان ایران است.
مردم این منطقه در کنار شغل کشاورزی در قدیم به نگهداری کرم ابریشم(نوغون به گویش محلی) و صیادی هم می پرداختند.

## جمعیت
این روستا در دهستان چینی جان قرار دارد و براساس سرشماری مرکز آمار ایران در سال ۱۳۸۵، جمعیت آن ۴۵۸ نفر (۱۳۹خانوار) بوده‌است.